# Antônio Tomás de Luna Freire
Antônio Tomás de Luna Freire (Olinda, 5 de junho de 1799 — 7 de junho de 1855) foi magistrado e político brasileiro.

## Biografia
Nasceu filho de Francisca Joaquina do Sacramento Luna e de José Ambrósio de Lira, agricultores abastados.
Juntamente com seu irmão, padre Francisco José de Lira, depois vigário da freguesia de Campina Grande, na Paraíba, estudou os preparatórios no recém-criado Seminário de Olinda. Concluídos os preparatórios, foi nomeado professor público de latim da vila de Limoeiro, mas não se demorou no cargo, o qual abandonou para se matricular na Faculdade de Direito de Olinda.
Fez parte da primeira turma de formandos daquela academia, e recebeu o grau de bacharel em ciências jurídicas e sociais em 26 de setembro de 1832. Logo em novembro, foi nomeado juiz de fora na capital da Paraíba. Promulgado o Código do Processo Criminal, foi nomeado juiz de direito da mesma capital em 2 de setembro de 1833, pelo então presidente da província, Antônio Joaquim de Melo.
Após quatorze anos servindo como juiz de direito na Paraíba, foi nomeado desembargador da Relação de Pernambuco, cargo que ocupava quando faleceu prematuramente aos 56 anos.
Por seus serviços à magistratura, fora nomeado cavaleiro da Imperial Ordem de Cristo em 26 de agosto de 1841. Também foi eleito deputado provincial por mais de uma vez, chegando a desempenhar a função de presidente da Assembleia Provincial de Pernambuco.
Foi casado com sua sobrinha Ana Teresa de Jesus Luna, com quem teve filhos, entre os quais, o também desembargador Adelino Antônio de Luna Freire.